# Klujewka (Buriacja)
Klujewka (ros. Клюевка) – osiedle w Rosji, w Buriacji, w rejonie kabańskim. W 2010 liczyło 1231 mieszkańców.